# Acqui Terme
Acqui Terme är en ort och kommun i provinsen Alessandria i regionen Piemonte i Italien. Kommunen hade 19 604 invånare (2018).